# Scania Serie N
Lo Scania serie N è una gamma di autobus urbani con motore montato trasversalmente di categoria Euro IV o Euro V prodotti dalla Scania.
Il veicolo è disponibile come N230UB, N270UB (un solo piano 4x2) così come N230UD e N270UD (due piani 4x2).
La versione a due piani è costruita principalmente per il mercato britannico ed è disponibile con allestimenti Optare - Optare OmniDekka e Olympus - ed Alexander Dennis come Enviro400. Anche la Scania produce un proprio allestimento che viene venduto con il nome di OmniCity.